# SPRR1B
SPRR1B‏ (Small proline rich protein 1B) هوَ بروتين يُشَفر بواسطة جين SPRR1B في الإنسان.